# Lidingö sjukhus

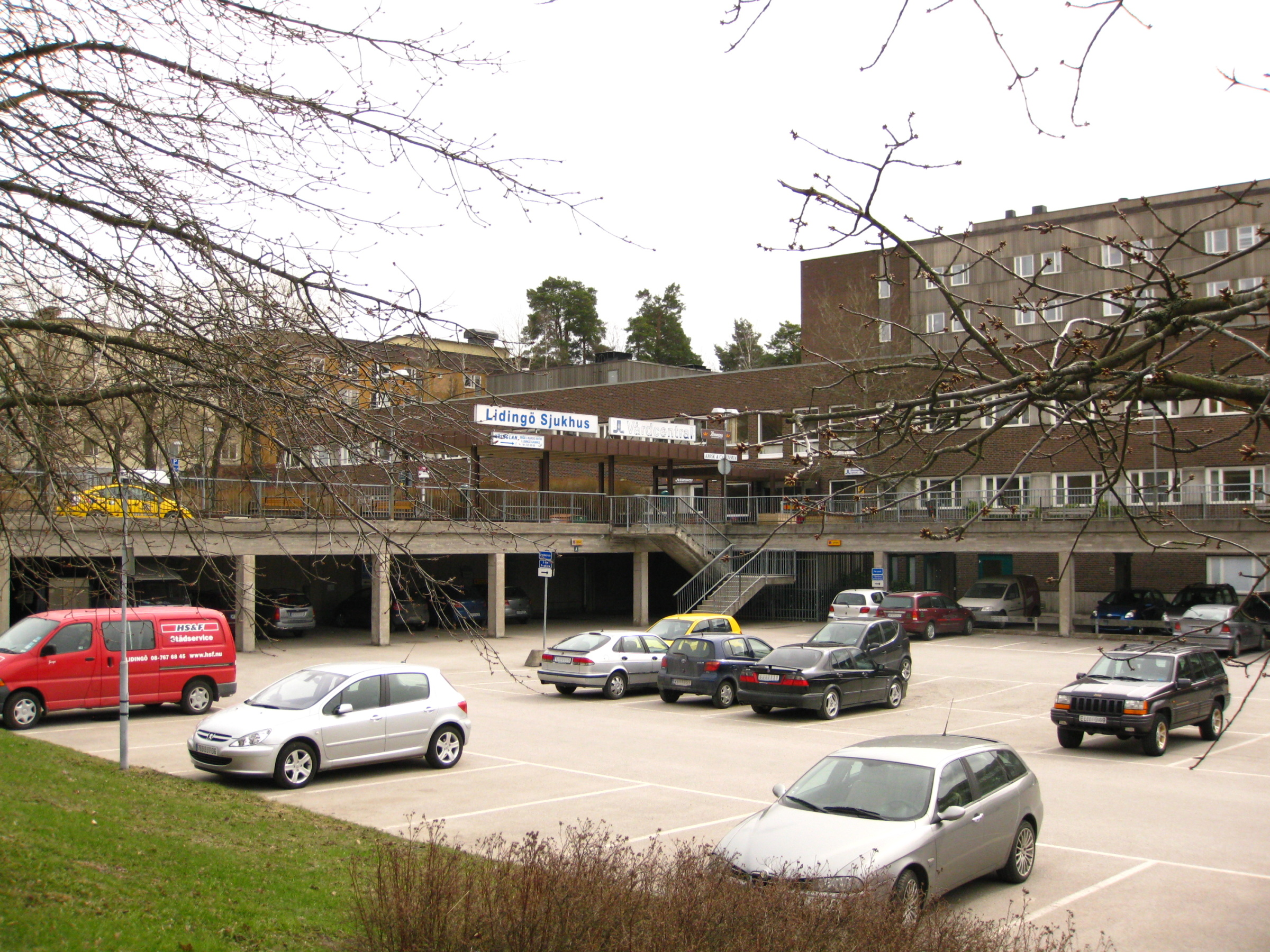
Högsätrahuset

Högsätrahuset är en byggnad i Högsätra i Lidingö kommun, som tidigare inrymde Lidingö sjukhus.
Högsätrahuset har en vårdcentral, ett apotek och fysioterapeuter, dagverksamhet för äldre, cafeteria, brödbutik, flyktingboende, fotvård, frisör och Karolinskas provmottagning. Lidingödoktorn Praktikertjänst har flyttat till Agavägen 54 på Lidingö. 
Under 2025 kommer Högsätrahuset rivas för att rymma plats åt det nya området Kärnan.